# 弦楽四重奏曲第12番 (ショスタコーヴィチ)
弦楽四重奏曲第12番変ニ長調Op.133は、旧ソ連の作曲家、ショスタコーヴィチの書いた、弦楽四重奏曲である。1968年に作曲された。短い導入部となる第一楽章と、長大な第二楽章を持つ。初演はベートーヴェン弦楽四重奏団により1968年9月14日にモスクワ音楽院小ホールで行われ、同四重奏団の第一バイオリンのドミトリー・ツィガノーフに献呈されている。

## 曲の構成
- 第1楽章 モデラート
- 第2楽章 アレグレット

演奏時間は約26分程度。

## 編成
- 第1ヴァイオリン
- 第2ヴァイオリン
- ヴィオラ
- チェロ